# Autographa precationis
Autographa precationis är en fjärilsart som beskrevs av Achille Guenée 1852. Autographa precationis ingår i släktet Autographa och familjen nattflyn. Inga underarter finns listade i Catalogue of Life.